# Im Hausbeeken
Im Hausbeeken ist ein Naturschutzgebiet in der niedersächsischen Gemeinde Beverstedt im Landkreis Cuxhaven.

## Allgemeines
Das Naturschutzgebiet mit dem Kennzeichen NSG LÜ 089 ist 24 Hektar groß. Es steht seit dem 16. Juli 1983 unter Naturschutz. Zuständige untere Naturschutzbehörde ist der Landkreis Cuxhaven.

## Beschreibung
Das Naturschutzgebiet liegt nördlich von Lunestedt auf der Nordseite des Dohrener Bachs, einem Nebengewässer der Lune, und stellt zwei unkultivierte und von Grünland umgebene Moorflächen am Rande der Niederung des Dohrener Bachs unter Schutz. Das an die unkultivierten Flächen angrenzende Grünland, das landwirtschaftlich genutzt wird, steht ebenfalls unter Naturschutz. Auf den unkultivierten Flächen findet sich Hochmoorvegetation, darunter Torfmoose, Sonnentau, Beinbrech und Erikaheide sowie Wasserschlauch in den Schlenken. In der Bachniederung finden sich Erlenbestände.
Die Trasse der geplanten Küstenautobahn A 20 zwischen Westerstede und Drochtersen verläuft in unmittelbarer Nähe zum Naturschutzgebiet.